# Ritassya Wellgreat
Ritassya Wellgreat Waynands (Palembang, 30 de abril de 2001) o conocida como Cia es una modelo y contadora indonesia. Conocida por su participación en Puteri Indonesia 2019 representando a la provincia de Bangka Belitung. En 2023 participó en el concurso de belleza Miss Mega Bintang Indonesia 2023 y fue nombrada ganadora.

## Biografía
Ritassya nació y creció en la ciudad de Palembang . Es la segunda de tres hijos de Ricky Wellgreat, un hombre de ascendencia holandesa de Palembang y Priyanti, una mujer de Palembang. Desde pequeña, Ritassya fue cuidada por su abuela en la aldea de Lebong Gajah hasta que terminó la escuela secundaria, luego vivió con su abuela en la aldea de Merah Mata.

## Concursos de belleza

### Puteri Indonesia 2019
A la edad de 17 años, Ritassya fue elegida Puteri Indonesia Bangka Belitung 2019. Ritassya tenía derecho a representar a Bangka Belitung en Puteri Indonesia 2019, que se celebró el 8 de marzo de 2019 en el Centro de Convenciones de Yakarta , en el centro de Yakarta . Sin embargo, en la última noche, Ritassya no logró entrar entre las 11 primeras posiciones.

### Miss Mega Bintang Indonesia 2023
En 2023, Ritassya volvió a participar en el primer concurso de belleza en Indonesia, Miss Mega Bintang Indonesia 2023 en representación de Palembang. La última noche se celebró en Ciputra Artpreneur , Yakarta, el 8 de junio de 2023.
Al final del evento, Ritassya fue coronada ganadora, fue coronada y coronada por su predecesora Miss Grand Indonesia 2022, Andina Julie de Muara Enim, Sumatra del Sur. Como ganadora de Miss Mega Bintang Indonesia 2023, Ritassya tiene derecho a representar a Indonesia en el concurso de belleza internacional Miss Grand Internacional 2023 .